# RMS Carinthia (1925)
El RMS Carinthia fue un transatlántico británico de la naviera Cunard Line, y posteriormente de la Cunard White Star Line. 
Formaba parte del programa de reconstrucción de la flota de Cunard, tras las pérdidas ocasionadas en la Primera Guerra Mundial. Fue así el último de un quinteto de navíos gemelos, de tamaño y velocidad moderados, siendo los otros los Samaria, Scythia y Laconia, y posteriormente, con ligeras modificaciones en el diseño, el Franconia.
Construido con el nombre de Servia, pero renombrado Carinthia en su botadura, hizo su viaje inaugural el 22 de agosto de 1925, desde Liverpool hasta Nueva York.

## Características
El Carinthia destacó por su lujoso y completo alojamiento para el pasaje, llegando a un nivel mayor que sus primeros tres hermanos, el Samaria, el Scythia y el Laconia. 
El comedor disponía de pequeñas mesas para familias y grupos de amigos, en lugar de las largas mesas comunales para veinte o treinta personas que aún se veían en otros transatlánticos. 
El buque contaba además con un salón de fumadores en la cubierta A, para primera clase, inspirado en la vivienda de El Greco, una biblioteca y una chocolatería. Otras instalaciones incluían una cubierta de arena de 460 m², piscina, gimnasio, cancha de raqueta y baños turcos. 

## Servicio como trasatlántico y crucero (1925-1939)
El Carinthia realizó regularmente el servicio Liverpool-Boston-Nueva York, aunque en ciertas épocas se empleó para cruceros (el primero, alrededor del mundo, en otoño de 1925), reduciendo su capacidad a 400 pasajeros en clase única. En 1931, se modificó la distribución de los pasajeros, sustituyéndose la primera, segunda y tercera clase, por primera clase, clase cabina y clase turista. Durante 1933, el Carinthia realizó un crucero alrededor del mundo, recorriendo unas 40.000 millas. Visitó un total de 40 puertos, incluyendo la remota isla de Tristán de Acuña. 
En 1933, Carinthia recibió un SOS desde el letón vapor de Andrómeda, que había chocado contra un objeto sumergido desconocido. El incidente había ocurrido ochenta millas de Ouessant en el Canal Inglés , pero Carinthia había estado demasiado lejos para hacer un rescate y el barco se hundió. La tripulación del barco de vapor fueron rescatados por el buque de vapor Hartside.
En 1934 fue trasladado a la ruta Londres-Le Havre-Southampton-Nueva York. Un año más tarde, al igual que sucedió con el Franconia en 1933, su casco se repintó en blanco, con una franja verde entre las obras viva y muerta, y se empleó casi exclusivamente para cruceros turísticos.

## Servicio militar y naufragio (1939-1940)
En agosto de 1939 fue requisado y convertido en un crucero mercante armado, conservando el nombre de Carinthia. Entró en servicio militar el 30 de diciembre de 1939. 
A las 13:13 horas del 6 de junio de 1940, el Carinthia fue torpedeado en la costa de Irlanda del oeste de la bahía de Galway, mientras patrullaba, por el submarino alemán U-46. La nave, muy dañada, aguantó 36 horas a flote, hasta que finalmente se hundió durante la noche del 7 de junio, en las coordenadas 53 ° 13'00 "N 010 ° 40'00" W. Cuatro personas murieron durante el naufragio.